# Burg Schenkenstein
Die Burg Schenkenstein ist die Ruine einer hochmittelalterlichen Spornburg über dem Bopfinger Ortsteil Aufhausen im Ostalbkreis in Baden-Württemberg.

## Geografische Lage
Die Ruine liegt auf dem so genannten Schlossberg bei 573 m ü. NN. Der Schenkenstein liegt am Ende eines etwa 100 Meter langen, felsigen Sporns des Schlossberges. Etwa 1150 Meter südwestlich befindet sich der Burgstall Schlössle.

## Geschichte

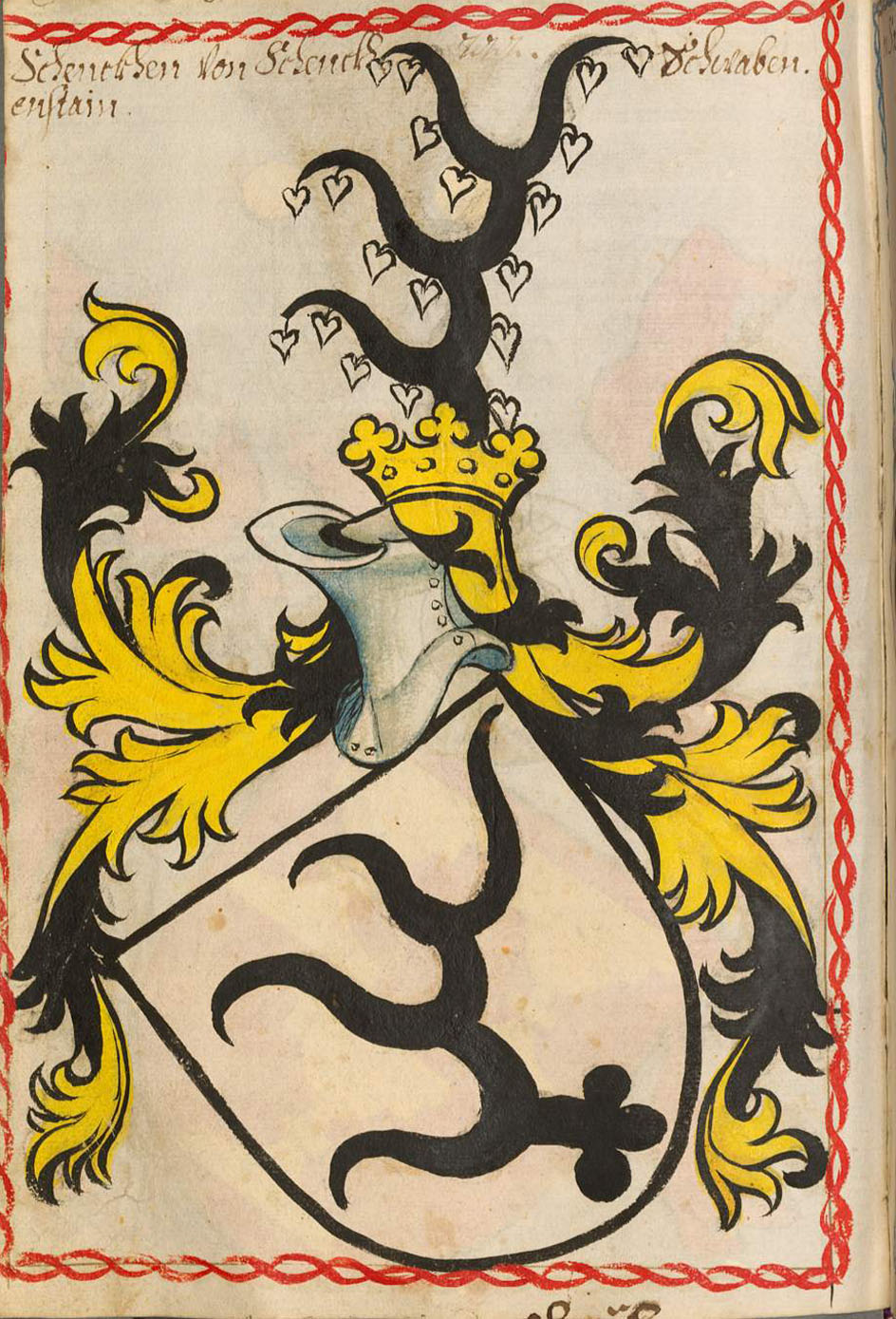
Wappen der Schenken von Schenkenstein nach Scheibler (15. Jahrhundert)

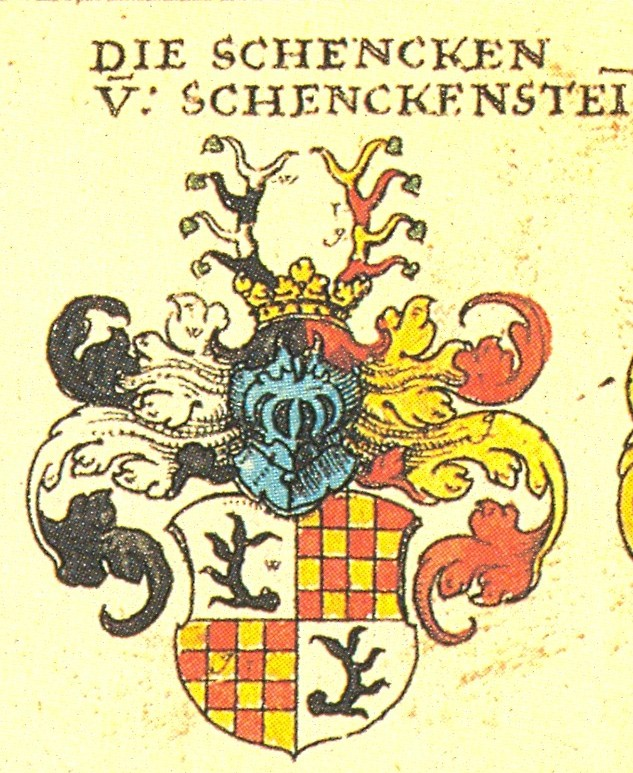
Wappen in Siebmachers Wappenbuch (1605)

Der Schenkenstein war der Sitz einer edelfreien Familie von Stein (de Lapide). Ein „Konrad von Stein“ erschien 1138 bis 1152 in verschiedenen Urkunden. Die Stein verkauften die Veste um 1230 an den Augsburger Bischof Hartmann von Dillingen. Bereits 1263 fiel die Herrschaft jedoch wieder zurück an die Verkäufer und kam anschließend an die Grafen von Oettingen.
Die Oettinger setzten das Dienstmannengeschlecht der Schenken von Ehringen auf die Burg. Diese Familie benannte sich anschließend nach dem neuen Lehen. Georg Schenk von Stein öffnete die Burg 1410 der Reichsstadt Nördlingen gegen die Zahlung von 200 fl. Im Deutschen Bauernkrieg erstürmten die Aufständischen 1525 den Schenkenstein, der danach unbewohnbar war und verlassen wurde. Die Familie der Schenken von Stein ist 1902 mit Max von Stein in Südtirol erloschen. 1931 kam die Burgruine als Geschenk des Fürsten Eugen von Oettingen-Wallerstein an die Gemeinde Aufhausen.

## Beschreibung

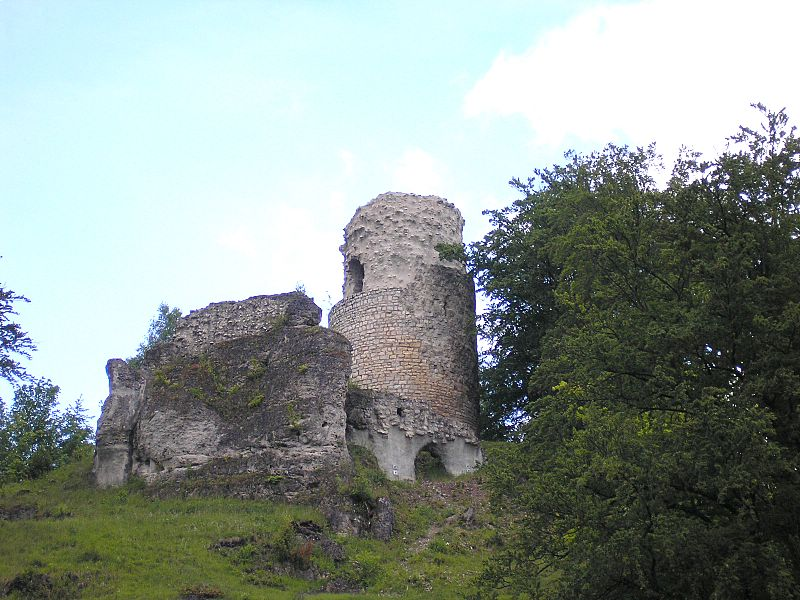
Runder Bergfried mit Resten der alten Verschalung auf der rechten Seite sowie ein Rest der Mauer und des angebauten Palas

Von der einstigen Burganlage haben sich der Bergfried und einige Mauerreste erhalten. Drei Abschnittsgräben vor der Burg sind nahezu vollständig verfüllt.
Hinter dem letzten Graben führt der Torweg an einer Felsrippe vorbei zum ehemaligen Tor. Dahinter liegt – etwas erhöht – die Hauptburg, der im Westen eine Terrasse oder ein Zwinger vorgelagert ist. Die polygonale Kernburg (ca. 30 mal 38 Meter) wurde von einer Ringmauer umschlossen, von der sich nur Reste erhalten haben. In der Mitte erhebt sich der runde Bergfried, südlich war der Palas an die Ringmauer angebaut. Hinter der Kernburg lag die Unterburg. Das Gelände ist terrassenförmig abgestuft, von der ehemaligen Bebauung zeugen noch Schuttwälle und Mauerreste.
Die Außenwand des Palas ist noch etwa 4 Meter hoch und auf 7 Meter Länge erhalten. Der anschließende Felsblock musste waagrecht abgearbeitet werden, um Raum für den Wohnbau zu schaffen. Vom aufgehenden Mauerwerk sind nur noch Reste am Felsrand zu erkennen. Die Verblendung des Bergfriedes wurde in den letzten Jahrzehnten teilweise wieder aufgemauert. Die ursprüngliche Mauerschale mit dunklen Buckelquadern ist noch im Norden und Osten vorhanden, die Ergänzungen mit helleren Steinen sind deutlich vom alten Bestand unterscheidbar. Im oberen Drittel des Rundturmes, wo sich im Südwesten der rundbogige Eingang befindet, liegt das Füllmauerwerk frei. Der Turm ist noch etwa 16 Meter hoch und hat einen Außendurchmesser von ungefähr 8 Metern. Der Innenraum ist quadratisch (ca. 3 × 3 Meter). 
Unterhalb der Ruine liegt ein jüdischer Friedhof, der wohl bereits im 16. Jahrhundert angelegt wurde. Aufgrund des Friedhofes wurde die Ruine auch „Judenturm“ genannt. Heute sind noch 363 Grabsteine vorhanden. Die letzte Beisetzung erfolgte 1940. Heute ist talabwärts der christliche Friedhof angefügt, das ganze kurze Waldtal dient als Begräbnisstätte.